# St. Michael (Bärnau)
Die denkmalgeschützte römisch-katholische Friedhofskapelle St. Michael liegt im südöstlichen Bereich der Oberpfälzer Stadt Bärnau (Philipp-Mühlmayer-Straße 11); sie ist dem Erzengel Michael geweiht.

## Geschichte
Die Erbauungszeit der Kirche ist unbekannt. Allerdings wurde der ursprünglich in der Stadt um die Pfarrkirche St. Nikolaus gelegene Friedhof 1590 außerhalb der Stadtmauern angelegt und im Zuge dieser Verlegung ist vermutlich die erste Friedhofskirche entstanden. Von 1644 existiert eine Stadtansicht von Matthäus Merian, auf welcher der Vorgängerbau der heutigen Kirche abgebildet ist. Die Inschrift auf einem Stein, der 1824 in das Kircheninnere versetzt worden ist, soll die Geschichte der Kapelle beschreiben; die Schrift ist allerdings völlig abgewittert und nicht mehr lesbar.
Am 25. Juli 1779 brannte die Kirche durch einen Blitzschlag ab. 1771 und 1772 wurde sie unter Pfarrer Jacob Anton Weinig wieder aufgebaut. Die Kirche ist heute ein verputzter Massivbau einer Saalkirche mit einem schindelgedeckten Halbwalmdach und einem Dachreiter.
1983 wurde sie unter Mithilfe der Kolpingsfamilie Bärnau restauriert und der Innenraum wurde neu gestaltet.
Die Kirche wurde des Öfteren als Ausweichkirche anstatt der Pfarrkirche verwendet. Heute dient sie jeden zweiten Sonntag als Gotteshaus für Evangelische Christen.

## Ausstattung
Die erste Friedhofskirche besaß drei Altäre. Nach dem Brand von 1779 wurde sie mit einem barocken Altar mit vier Säulen und zwei Seitenfiguren ausgestattet, die von einer Kirche aus Sulzbach hergekommen sein sollen. Ein Altarbild, das den Hl. Michael zeigt, wurde gesondert erworben. Heute befindet sich das Bild des Kirchenpatrons an der Nordwand der Kirche.
Heute besitzt die Kirche einen modernen Steinaltar; darüber ist ein Halbrelief, das den Hl. Michael als Geleiter vom Leben zum Sterben zeigt. Diese Ausstattungsstücke wurden von der Münchener Meisterschule von Prof. Baumgartner gefertigt.
Im Inneren der Kapelle ist auch ein Kriegergedächtnisstein aufgestellt.